# Новое (Кадуйский район)
Новое — деревня в Кадуйском районе Вологодской области.
Входит в состав Никольского сельского поселения, с точки зрения административно-территориального деления — в Никольский сельсовет.
Расположена на левом берегу реки Андога. Расстояние по автодороге до районного центра Кадуя — 25 км, до центра муниципального образования села Никольское — 1 км. Ближайшие населённые пункты — Завод, Ковалево, Лукьяново, Митенская, Никольское, Солохта, Стан, Туровино.
По переписи 2002 года население — 68 человек (35 мужчин, 33 женщины). Преобладающая национальность — русские (99 %).